# 吉尔马里·侯斯塔奇三世
吉尔马里·迈克尔·“麦克”·侯斯塔奇三世空军上将（1955年—），退役美国空军上将，2011年9月13日至2014年10月担任美国空军空战司令部司令，前任中央航空队司令。
作为空战司令部司令，他负责组织、训练、装备和维持空军战斗部队，实现迅速部署，以确保平时制空权，迎接战时防御挑战。 空军战斗司令部共有1000多架飞机，列装在22支空军联队，驻防13个基地，拥有分布在全球的300多处设施，79,000名军人和文职。动员时，空军国民警卫队和预备役空军，将为空军战斗司令部提供700多架飞机和51,000人员。作为战斗空军的领导机构，空军战斗司令部提出和研发战略、条例、概念、战术和程序，时刻为空天战做准备。该司令部为国家决策者、指战员和各联合司令部提供了常规、信息战部队，掌握空天和信息优势。该司令部也协助国家情报、监视机构，并有应对危机的能力
作为美国中央司令部航空部隊司令部司令，他负责中东和西南亚20多个国家地区，制定应急计划，指挥空军作战。
侯斯塔奇三世就读于著名的杜克大学，1977年毕业，获得化学工程理学学士学位，通过空军后备军官训练团加入空军，也是空军战斗机武器学校的毕业生，是有超过4,000飞行小时的空军特级飞行员，他能飞行多个机种，并在“沙漠盾牌”、“沙漠风暴”、“持久自由”、“伊拉克自由”和“新黎明”等作战行动中执行飞行任务，有累计超过600作战飞行小时。
2012年5月，新闻报道称，侯斯塔奇三世下令飞行员飞行已经爆出氧气系统问题的洛克希德·马丁公司生产的F-22猛禽战斗机。

## 教育经历
- 1977年 美国北卡罗来纳州，杜克大学，获得化学工程理学学士学位
- 1984年 美国阿拉巴马州，马克斯韦尔空军基地，中队军官学校
- 1985年 美国空军指挥参谋学院，函授
- 1993年 美国阿拉巴马州，马克斯韦尔空军基地，空军战争学院
- 1999年 美国纽约，雪城大学，国家安全管理课程
- 2003年 美国阿拉巴马州，马克斯韦尔空军基地，盟軍航空部隊司令官课程
- 2004年 美国阿拉巴马州，马克斯韦尔空军基地，联合将官战争课程
- 2007年 美国罗德岛州，纽波特，盟軍海上部隊司令官

## 任职经历
- 1978年2月1979年7月，美国俄克拉荷马州，万斯空军基地，本科生飞行训练，学員
- 1979年7月—1982年7月，T-38教练机，飞行教官
- 1982年7月—1983年1月，美国佛罗里达州，麦克迪尔空军基地，F-16A替换训练队，飞行员
- 1983年1月—1985年1月，美国犹他州，希尔空军基地，第388战术战斗机联队，作战战斗机飞行员
- 1985年1月—1985年6月，美国内华达州，内利斯空军基地，空军战斗机武器学校学員
- 1985年6月—1986年6月，韩国，群山空军基地，第8战术战斗机联队，中队武器官
- 1986年6月—1987年7月，美国亚利桑那州，卢克空军基地，第422测试评估中队，1分队，F-16C战斗机操作测试飞行员
- 1987年7月—1989年5月，美国华盛顿特区，空军参谋长侍從官
- 1989年5月—1989年9月，美国佛罗里达州，廷德尔空军基地，F-15C战斗机换代训练，學員
- 1989年9月—1992年8月，美国弗吉尼亚州，兰利空军基地，第1战斗机联队，第27战术战斗机中队，助理作战官；第71战术战斗机中队，作战官；第71战斗机中队，中队长
- 1992年8月—1993年6月，美国阿拉巴马州，马克斯韦尔空军基地，空军战争学院，学員
- 1993年6月—11995年6月，美国华盛顿特区，联合参谋部，军政计划官
- 1995年6月—1997年6月，美国亚利桑那州，卢克空军基地，第56战斗机联队，作战大队，大队长
- 1997年6月—1998年4月，美国弗吉尼亚州，兰利空军基地，空军战斗司令部，助理作战主管。
- 1998年4月—2000年1月，美国犹他州，希尔空军基地，第388战斗机联队，联队长
- 2000年1月—2001年7月，美国华盛顿特区，空军总部，空军部长高级军事助理
- 2001年7月—2002年8月，沙特阿拉伯，苏尔坦王子空军基地，第363空军远征联队，联队长
- 2002年8月—2004年3月，美国俄克拉荷马州，廷克尔空军基地，第552空中控制联队，联队长
- 2004年3月—2004年10月，美国德克萨斯州，兰道夫空军基地，空军教育训练司令部，担任A5计划主管
- 2004年10月—2006年6月，A2/3空天情报和作战主管
- 2006年6月—2008年3月，美国弗吉尼亚州，诺福克，美国联合部队司令部，J8需求整合主管
- 2008年3月—2009年8月，美国夏威夷，希克曼空军基地，太平洋空军，副司令
- 2009年8月—2011年8月，西南亚，空军中央航空队，司令
- 2011年9月—2014年，美国弗吉尼亚州，兰利空军基地，空战司令部，司令
- 2014年10月，退役

## 联合职位
- 1993年6月—11995年6月，美国华盛顿特区，联合参谋部，军政计划官
- 2001年7月—2002年8月，沙特阿拉伯，苏尔坦王子空军基地，第363空军远征联队，联队长
- 2006年6月—2008年3月，美国弗吉尼亚州，诺福克，美国联合部队司令部，J8需求整合主管

## 飞行信息
- 等级: 特级飞行员
- 飞行小时: 超过4,000
- 飞行机种: T-38, F-15A/B/C/D, F-16A/B/C/D/CJ, E-3B/C AWACS, MC-12W, F-22, and T-6A

## 功奖
| | 国防部杰出服役勋章           |
| | 空军杰出服役勋章             |
| Bronze oak leaf cluster · Bronze oak leaf cluster · Bronze oak leaf cluster · Bronze oak leaf cluster | 功绩勋章 5次                 |
| | 杰出飞行十字勋章             |
| | 铜星勋章                     |
| | 国防部军功奖章               |
| Bronze oak leaf cluster · Bronze oak leaf cluster                                                     | 军功奖章 3次                 |
| Silver oak leaf cluster · Bronze oak leaf cluster                                                     | 航空奖章 7次                 |
| Bronze oak leaf cluster · Bronze oak leaf cluster · Bronze oak leaf cluster                           | 航空成就奖章 4次             |
| Bronze oak leaf cluster                                                                               | 空军嘉奖 2次                 |
| V · Bronze oak leaf cluster · Bronze oak leaf cluster · Bronze oak leaf cluster                       | 空军优秀集体奖 英勇获奖，3次 |
| Bronze oak leaf cluster · Bronze oak leaf cluster · Bronze oak leaf cluster                           | 空军优秀组织奖 4次           |
| Bronze oak leaf cluster                                                                               | 战备奖章 2次                 |
| Bronze star                                                                                           | 国防服役奖章2次              |
| | 武装部队远征奖章             |
| Bronze star                                                                                           | 西南亚服役奖章 2次           |
| | 反恐战争服役奖章             |
| | 韓國防衛獎章                 |
| | 武装部队服役奖章             |
| Bronze oak leaf cluster                                                                               | 空军短期海外服役勋表 2次     |
| Silver oak leaf cluster · Bronze oak leaf cluster                                                     | 空军长期服役勋表 7次         |
| | 空军训练勋表                 |
| | 科威特自由奖章(沙特阿拉伯)   |
| | 科威特自由奖章(科威特)       |

## 军衔晋升
| 标志 | 军衔 | 日期          |
| ---- | ---- | ------------- |
|      | 上将 | 2011年9月13日 |
|      | 中将 | 2009年8月5日  |
|      | 少将 | 2005年8月1日  |
|      | 准将 | 2002年1月1日  |
|      | 上校 | 1994年2月1日  |
|      | 中校 | 1990年4月     |
|      | 少校 | 1987年3月1日  |
|      | 上尉 | 1981年11月7日 |
|      | 中尉 | 1979年11月7日 |
|      | 少尉 | 1977年11月7日 |

## 图集

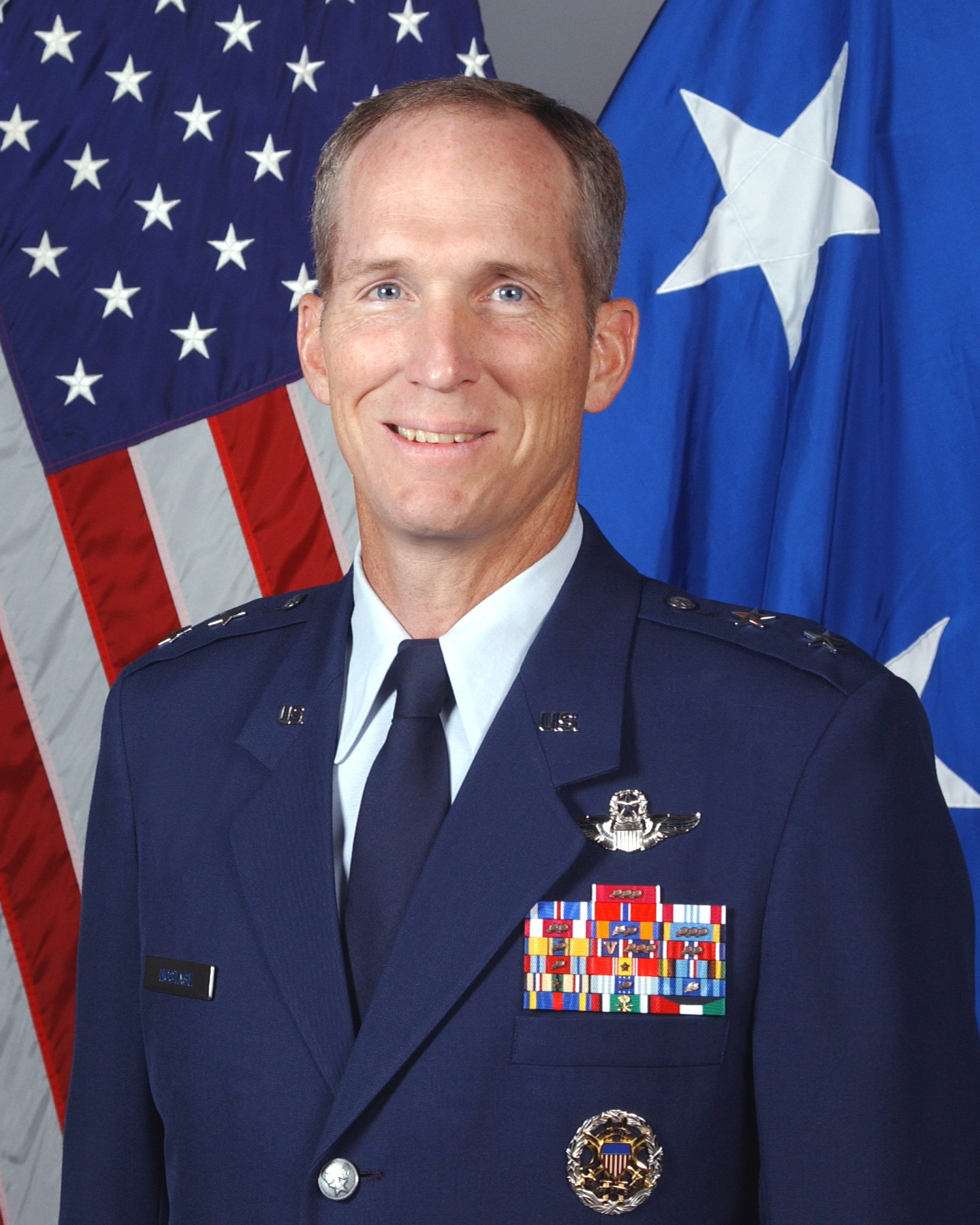
少将时的侯斯塔奇三世
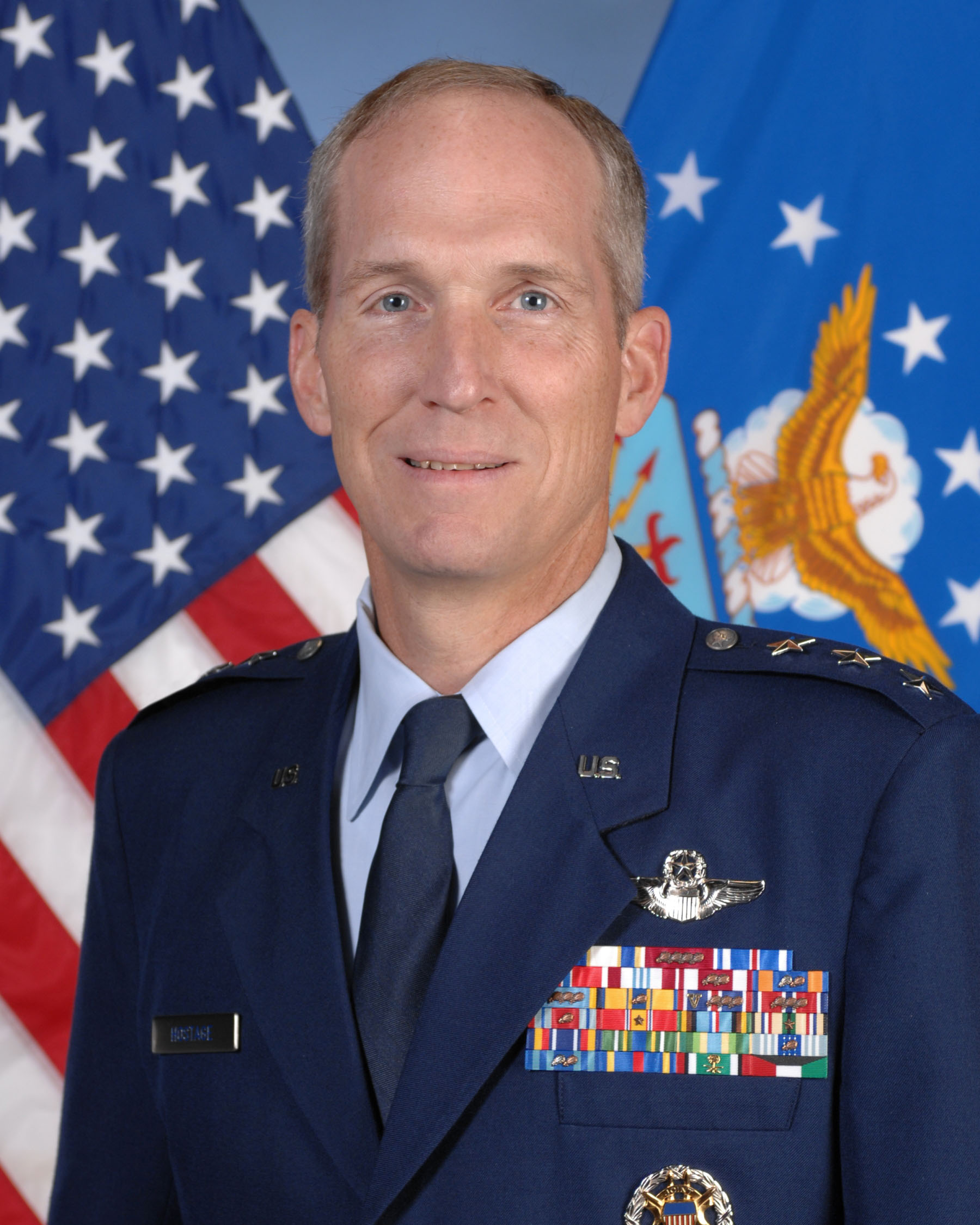
中将时的侯斯塔奇三世